# 310

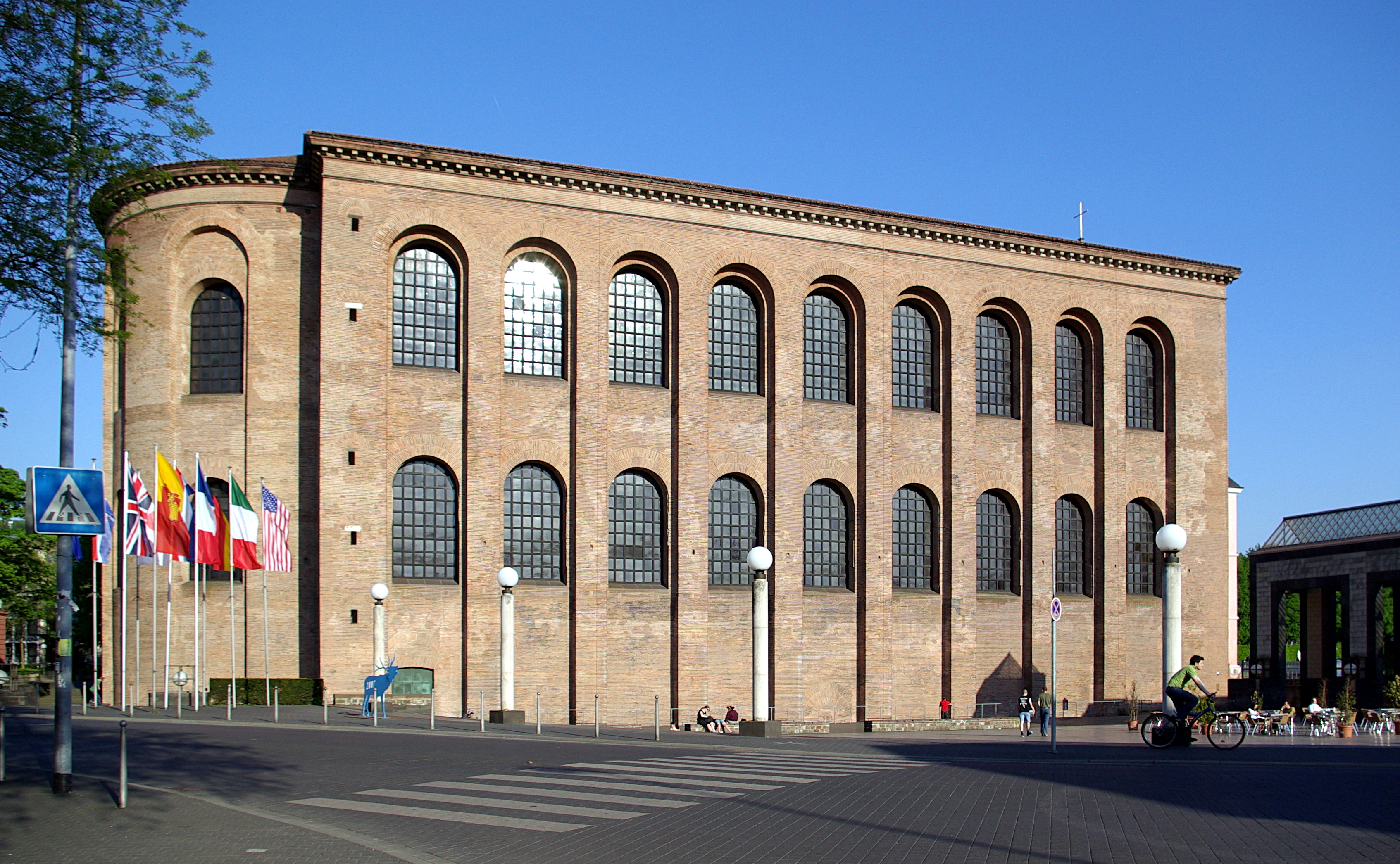
De Basilica van Constantijn (Trier)

Het jaar 310 is het 10e jaar in de 4e eeuw volgens de christelijke jaartelling.

## Gebeurtenissen

### Europa
- Maximianus, schoonvader van Constantijn de Grote, komt in opstand tegen hem en laat zichzelf in Arles tot keizer uitroepen. Constantijn onderbreekt zijn veldtocht tegen de Franken en neemt hem na een korte belegering in Marseille gevangen. Daarna wordt hij in opdracht van Constantijn I vermoord of gedwongen zelfmoord te plegen.
- Constantijn I laat in Colonia Claudia Ara Agrippinensium (Keulen) een stenen brug bouwen, deze verbindt het bruggenhoofd met het castellum Divitia (huidige Deutz).
- Constantijn I en Maximinus II worden benoemd tot Augustus. Vanaf dit moment regeren vier Augusti (keizers) het Romeinse Keizerrijk.
- Constantijn de Grote laat in Augusta Treverorum (Trier) het keizerlijke paleis uitbreiden met een troonzaal, de Basilica van Constantijn.

### Italië
- Paus Miltiades (310 - 314) volgt Eusebius op als de tweeëndertigste paus van Rome. Tijdens zijn pontificaat wordt het Edict van Milaan uitgevaardigd.

### Japan
- Keizer Ojin komt na een regeringsperiode van 40 jaar te overlijden. Er ontstaat een breuk in de keizerlijke familie om de troonopvolging.

## Geboren
- Apollinarius van Laodicea, bisschop en theoloog (waarschijnlijke datum)
- Decimus Magnus Ausonius, Romeins dichter (waarschijnlijke datum)
- Epiphanius van Salamis, bisschop en kerkvader (overleden 403)

## Overleden
- Marcus Aurelius Valerius Maximianus (60), keizer van het Romeinse Rijk
- Ojin, keizer van Japan (waarschijnlijke datum)
- 17 september - Eusebius, paus van de Katholieke Kerk